# Diocese de Cória-Cáceres
A Diocese de Cória-Cáceres (em latim: Dioecesis Cauriensis-Castrorum Caeciliorum) é uma diocese da Igreja Católica da Espanha, sediada nas cidades de Cória e de Cáceres, na província de Cáceres, comunidade autónoma da Estremadura. Faz parte da Arquidiocese de Mérida-Badajoz. Não se sabe com exatidão a origem nem a data em que a diocese foi fundada. Em 2020 contava com uma população católica de 207 400 fiéis, sendo 95,4% da população total, e tinha 154 paróquias.

## História
A data de constituição da Diocese de Cória é incerta. A tradição, considerada lendária, atribui a sua ereção ao Papa Silvestre I na primeira metade do século IV. Contudo, a primeira evidência histórica de um bispo de Cória remonta a 589, ano em que Jacinto participou no Terceiro Concílio de Toledo. Provavelmente era originalmente sufragânea da arquidiocese de Augusta Emerita, capital da província romana da Lusitânia.
Durante o período islâmico, a sé de Cória sobreviveu pelo menos durante um certo período, como evidencia a presença de dois bispos no último quartel do século IX e início do século X. A sucessão episcopal foi retomada regularmente a partir de 1142, quando após a Reconquista o Papa Inocêncio III elegeu Íñigo Navarrón bispo. A partir desta data a diocese passou a fazer parte da província eclesiástica da Arquidiocese de Santiago de Compostela.
Em 1957, a Diocese de Cória teve seu nome alterado para Diocese de Cória-Cáceres. Em 1958 perdeu território para as dioceses de Ávila, Badajoz, Salamanca e de Plasencia. Em contrapartida, Montánchez passou da Dicocese de Badajoz para a Diocese de Cória-Cáceres. Em 1994 passou a ser sufragânea da Arquidiocese de Mérida-Badajoz.

## Lista de bispos
A seguir uma lista de bispos desde o fim da Reconquista em 1142. Não se tem muita informação dos bispos anteriores a essa data. Acredita-se que a diocese tenha sido formada no século IV.
|                         | Nome                                         | Período                 | Notas                                       |
| bispos de Cória-Cáceres | bispos de Cória-Cáceres                      | bispos de Cória-Cáceres | bispos de Cória-Cáceres                     |
| ----------------------- | -------------------------------------------- | ----------------------- | ------------------------------------------- |
| 5.º                     | Jesús Pulido Arriero, S.O.D.                 | 2021 - atual            |                                             |
| 4.º                     | Francisco Cerro Chaves                       | 2007 - 2019             | Nomeado arcebispo de Toledo                 |
| 3.º                     | Ciriaco Benavente Mateos                     | 1992 - 2006             | Nomeado bispo de Albacete                   |
| 2.º                     | Jesús Domínguez Gómez                        | 1977 - 1990             |                                             |
| 1.º                     | Manuel Llopis Ivorra                         | 1950 - 1977             |                                             |
| bispos de Cória         |                                              |                         |                                             |
| 89.º                    | Francisco Cavero y Tormo                     | 1944 - 1949             |                                             |
| 88.º                    | Francisco Barbado y Viejo, O.P.              | 1935 - 1942             | Nomeado bispo de Salamanca                  |
| 87.º                    | Dionisio Moreno y Barrio                     | 1927 - 1934             | Faleceu no cargo                            |
| 86.º                    | Pedro Segura y Sáenz                         | 1920 - 1926             | Nomeado arcebispo de Burgos                 |
| 85.º                    | Ramón Peris Mencheta                         | 1894 - 1920             | Faleceu no cargo                            |
| 84.º                    | Luis Felipe Ortiz y Gutiérrez                | 1886 - 1893             | Nomeado bispo de Samora                     |
| 83.º                    | Marcelo Spínola                              | 1884 - 1886             | Nomeado bispo de Málaga                     |
| 82.º                    | Pedro Núñez y Pernía, O.S.B.                 | 1868 - 1884             | Faleceu no cargo                            |
| 81.º                    | Esteban José Pérez Fernández                 | 1865 - 1868             | Nomeado bispo de Málaga                     |
| 80.º                    | Juan Nepomuceno Garcia Gómez                 | 1858 - 1864             | Faleceu no cargo                            |
| 79.º                    | Antonio María Sánchez Cid y Carrascal, C.O.  | 1852 - 1858             | Faleceu no cargo                            |
| 78.º                    | Manuel Anselmo Nafría                        | 1848 - 1851             | Faleceu no cargo                            |
| 77.º                    | Ramón Montero                                | 1830 - 1847             | Nomeado arcebispo de Burgos                 |
| 76.º                    | Joaquín López y Sicilia                      | 1824 - 1830             | Nomeado arcebispo de Burgos                 |
| 75.º                    | Blas Jacobo Beltrán                          | 1815 - 1821             | Faleceu no cargo                            |
| 74.º                    | Juan Alvarez Castro                          | 1790 - 1809             | Faleceu no cargo                            |
| 73.º                    | Diego Martín Rodríguez, O.F.M                | 1785 - 1789             | Faleceu no cargo                            |
| 72.º                    | Juan José García Alvaro                      | 1750 - 1784             | Faleceu no cargo                            |
| 71.º                    | José Francisco Magdaleno                     | 1742 - 1749             | Faleceu no cargo                            |
| 70.º                    | Miguel Vicente Cebrián y Agustín             | 1732 - 1742             | Nomeado bispo de Córdova                    |
| 69.º                    | Sancho Antonio Belunza Corcuera              | 1716 - 1731             | Faleceu no cargo                            |
| 68.º                    | Luis de Salcedo y Azcona                     | 1713 - 1716             | Nomeado arcebispo de Santiago de Compostela |
| 67.º                    | Miguel Pérez Lara                            | 1705 - 1710             | Faleceu no cargo                            |
| 66.º                    | Juan de Porras y Atienza                     | 1684 - 1704             | Faleceu no cargo                            |
| 65.º                    | Francisco Antonio Sarmiento de Luna, O.S.A.  | 1675 - 1683             | Faleceu no cargo                            |
| 64.º                    | Bernardino León de la Rocha                  | 1673 - 1675             | Faleceu no cargo                            |
| 63.º                    | Baltasar de los Reyes, O.S.H.                | 1673 - 1673             | Faleceu no cargo                            |
| 62.º                    | Gonzalo Bravo de Grajera                     | 1671 - 1672             | Faleceu no cargo                            |
| 61.º                    | Antonio Fernández del Campo Angulo y Velasco | 1669 - 1671             | Nomeado bispo de Jaén                       |
| 60.º                    | Frutos Bernardo Patón de Ayala               | 1664 - 1669             | Nomeado bispo de Sigüenza                   |
| 59.º                    | Gabriel Vázquez Saavedra y Rojas             | 1663 - 1664             | Faleceu no cargo                            |
| 58.º                    | Francisco de Gamboa, O.S.A.                  | 1659 - 1663             | Nomeado arcebispo de Saragoça               |
| 57.º                    | Diego López de la Vega                       | 1658 - 1659             | Faleceu no cargo                            |
| 56.º                    | Antonio Sarmiento de Luna y Enríquez         | 1655 - 1657             | Nomeado bispo de Sigüenza                   |
| 55.º                    | Francisco de Zapata y Mendoza                | 1649 - 1655             | Faleceu no cargo                            |
| 54.º                    | Pedro Urbina Montoya, O.F.M                  | 1644 - 1649             | Nomeado arcebispo de Valência               |
| 53.º                    | Juan Queipo de Llano y Valdés                | 1643 - 1643             | Faleceu no cargo                            |
| 52.º                    | Antonio González Acevedo                     | 1637 - 1642             | Faleceu no cargo                            |
| 51.º                    | Juan Roco Campofrío, O.S.B.                  | 1632 - 1635             | Faleceu no cargo                            |
| 50.º                    | Jerónimo Ruiz Camargo                        | 1622 - 1632             | Nomeado bispo de Córdova                    |
| 49.º                    | Pedro Carvajal Girón de Loaysa               | 1603 - 1621             | Faleceu no cargo                            |
| 48.º                    | Pedro García Galarza                         | 1579 - 1604             | Faleceu no cargo                            |
| 47.º                    | Pedro Serrano Téllez                         | 1577 - 1578             | Faleceu no cargo                            |
| 46.º                    | Diego Deza Tello                             | 1566 - 1577             | Nomeado bispo de Jaén                       |
| 45.º                    | Diego Enríquez de Almansa                    | 1550 - 1565             | Faleceu no cargo                            |
| 44.º                    | Francisco Mendoza Bobadilla                  | 1533 - 1550             | Nomeado bispo de Burgos                     |
| 43.º                    | Francisco de los Ángeles Quiñones, O.F.M     | 1530 - 1532             | Renunciou                                   |
| 42.º                    | Guillermo Valdenese                          | 1529 - 1530             | Faleceu no cargo                            |
| 41.º                    | Íñigo López de Mendoza y Zúñiga              | 1528 - 1529             | Nomeado bispo de Burgos                     |
| 40.º                    | Carlos Lalaing                               | 1520 - 1524             | Renunciou                                   |
| 39.º                    | Bernardo Dovizi da Bibbiena                  | 1517 - 1519             |                                             |
| 38.º                    | Juan Ortega Bravo de la Laguna               | 1503 - 1517             | Faleceu no cargo                            |
| 37.º                    | François Busleiden                           | 1501 - 1502             | Faleceu no cargo                            |
| 36.º                    | Juan López                                   | 1499 - 1501             | Faleceu no cargo                            |
| 35.º                    | César de Borja                               | 1495 - 1499             | Renunciou                                   |
| 34.º                    | Pedro Ximénez de Préxamo                     | 1489 - 1495             | Faleceu no cargo                            |
| 33.º                    | Vasco Ramírez                                | 1487 - 1488             | Faleceu no cargo                            |
| 32.º                    | Diego de Fonseca                             | 1486 - 1487             | Faleceu no cargo                            |
| 31.º                    | Juan de Ortega, O.S.H.                       | 1479 - 1485             | Faleceu no cargo                            |
| 30.º                    | Francisco de Toledo                          | 1457 - 1479             | Faleceu no cargo                            |
| 29.º                    | Iñigo Manrique de Lara                       | 1457 - 1475             | Nomeado bispo de Jaén                       |
| 28.º                    | Fernando Lopez de Lorden                     | 1455 - 1457             | Nomeado bispo de Segóvia                    |
| 27.º                    | Alonso Enríquez de Mendoza                   | 1444 - 1449             | Faleceu no cargo                            |
| 26.º                    | Juan de Carvajal                             | 1443 - 1446             | Nomeado bispo de Plasencia                  |
| 25.º                    | Pedro López de Miranda                       | 1438 - 1443             | Nomeado bispo de Calahorra e La Calzada     |
| 24.º                    | Alfonso de Villegas                          | 1436 - 1437             | Faleceu no cargo                            |
| 23.º                    | Martin Galos                                 | 1420 - 1436             | Faleceu no cargo                            |
| 22.º                    | García de Castronuño, O.P.                   | 1403 - 1420             | Faleceu no cargo                            |
| 21.º                    | Guglielmo Belvaisii, O.F.M                   | 1371 - 1379             |                                             |
| 20.º                    | Gil                                          | 1368 - 1371             | Faleceu no cargo                            |
| 19.º                    | Diego, O.F.M                                 | 1365 - 1368             |                                             |
| 18.º                    | Rodrigo                                      | 1360 - 1365             | Faleceu no cargo                            |
| 17.º                    | Pedro Raimundo de Barrière, C.R.S.A.         | 1420 - 1436             | Nomeado bispo de Leão                       |
| 16.º                    | Afonso                                       | 1344 - 1348             | Faleceu no cargo                            |
| 15.º                    | Pedro Méndez Sotomayor y Meiras              | 1317 - 1324             | Faleceu no cargo                            |
| 14.º                    | Alonso                                       | 1283 - 1316             |                                             |
| 13.º                    | Simón                                        | 1281 - 1282             |                                             |
| 12.º                    | Suero                                        | 1277 - 1280             |                                             |
| 11.º                    | Gonzalo                                      | 1272 - 1277             |                                             |
| 10.º                    | Fernando                                     | 1261 - 1271             |                                             |
| 9.º                     | Pedro                                        | 1253 - 1260             |                                             |
| 8.º                     | Sancho                                       | 1232 - 1252             |                                             |
| 7.º                     | Pedro                                        | 1227 - 1232             |                                             |
| 6.º                     | Giraldo                                      | 1212 - 1227             |                                             |
| 5.º                     | Arnaldo                                      | 1199 - 1211             |                                             |
| 4.º                     | Arnaldo                                      | 1181 - 1197             |                                             |
| 3.º                     | Pedro                                        | 1169 - 1177             |                                             |
| 2.º                     | Suero                                        | 1157 - 1169             |                                             |
| 1.º                     | Íñigo Navarro                                | 1142 - 1154             |                                             |